# 黄飘乡
黄飘乡，是中华人民共和国贵州省黔东南苗族侗族自治州黄平县一个已撤销的乡级行政区，2013年5月24日，贵州省人民政府批复同意撤销黄飘乡，将其所辖行政区域划归新州镇。” 同治八年(公元1869年),张秀眉等苗族起义军在黄飘伏击楚军,取得大捷,消灭楚军3000余人、文武官员20余人的辉煌胜利“